# 理央の科学捜査ファイル
『理央の科学捜査ファイル』（りおのかがくそうさファイル）は、夏緑による日本のライトノベル。イラストは船戸明里が担当。富士見ミステリー文庫刊。富士見ミステリー文庫における創刊作の一翼を担ったシリーズ。
作者の夏緑は第6回ファンタジア長編小説大賞を通して富士見ファンタジア文庫より作家デビューを果たし、また『ぼくらの推理ノートシリーズ』（エニックス刊・『月刊少年ギャグ王』掲載）におけるミステリ漫画の原作者でもあった。よって、創刊作の作家として選ばれ、当シリーズの登場となった。
第1作は1993年に執筆された、作者のデビュー前過去作のラジオドラマ『静寂の森』（第1回ABCラジオドラマシナリオ大賞・最終選考候補作）を長編小説にリメイクしたもの。その後、シリーズ作として2作が加えられて全3作となった。当初、作者である夏緑としては第1作で終わらせる予定で執筆したものであり、シリーズ化は予定していなかったようである。
第3作のあとがきで作者本人による完結宣言が出て、シリーズは完結した。

## ストーリー
1995年1月17日、午前5時46分52秒。それは悲劇の時の始まりだった。その時を境に、あらゆる人があらゆるモノを奪われた。その傷跡は永遠に消えることも癒えることも無い。
2000年9月。六甲大学附属病院の小児病棟に入院している桧山理央は、病院の霊安室で病的な顔色の青年を見かけた。好奇心旺盛な理央はすわ幽霊を見たかと色めき経つが、後で病院の看護婦に青年が六甲大学理学部の大学生・桐生冬騎である事を教わる。ついでに冬騎が異様に死体（正確に言えば人間の死）にこだわる大学きっての大変人である事も聞かされた。
それから数日後。学校に復帰した理央は、友人・早瀬由佳から相談を受ける。それは文化祭で発表する動物の生態調査のため、六甲山の各所にテープレコーダーを設置したのだが回収したテープに人の足音が混ざっていた、というもの。そのために調査が台無しになってしまったというものだった。理央は調査を台無しにした相手にせめて謝ってもらおうと、足跡の主を探して山を歩くが、途中でキツネの糞を踏んでしまう。思わぬアクシデントに大騒ぎになる2人だったが、キツネの糞の中から普通はそこに在りえない、ハンドメイドのピアスを見つけ出してしまう。
もしかしたら、誰かが山の中で死んでいるのではないか。もしかしたら殺されていて、テープの足音は犯人のものなのでは? そう疑った理央だったが、警察は事件の確証が無いと動いてくれないと考えて、それを得るためにある人物の協力を仰ごうとする。かの「変人」桐生冬騎の協力を。
かくて変人大学生桐生と好奇心旺盛中学生理央のコンビが誕生。2人は事件の悲劇を通して人間の生死が導く業と運命を垣間見ながらも自らも持つそれらと戦っていく。

## 登場人物
- 桧山理央（ひやま りお）

主人公その1。市立六甲山中学校に通う女の子。1年生。1995年1月16日に溶血性連鎖球菌による急性腎炎を患い、緊急入院。ところが翌朝、兵庫県南部地震による阪神・淡路大震災に遭遇。トリアージによる治療遅延の結果として劇症化し慢性腎炎となる。以来、透析が必須となり入退院を繰り返さねばならない体となった。特に運動や食事が制限される。
ところが当時住んでいたマンションは震災で完全倒壊。家族は理央の緊急入院のため全員病院にいた。そのため理央が病気になったからこそ家族全員の命が助かったと言う皮肉な結果となり、人間の運命の不思議や皮肉を誰よりも痛感している。
入退院を繰り返している六甲大学附属病院の小児病棟では、もはやヌシの貫禄。心霊現象マニアの怪談好きで稲川淳二顔負けの語りをもって新米入院患者の子どもたちを恐怖のドン底に落として楽しんでいる。また好奇心旺盛な冒険好きかつ世話好きでもあるため、病人にもかかわらず様々な出来事に顔を突っ込んでいく。
- 桐生冬騎（きりゅう ふゆき）

主人公その2。六甲大学理学部の3回生で奨学生。病的なまでに端麗なメガネの青年。阪神・淡路大震災において家族全員を失い天涯孤独の身の上となる。その後、恋人となる槇原留美と出会い天涯孤独となって冷えた心が少しずつ癒されかけていたが、その矢先の1998年12月24日に起こったトラック事故に留美が巻き込まれて即死。その事実を受け入れきれず、死体を抱き締めたまま1週間コールドルームに閉じこもり、最後には眠った隙に彼女の遺体から引き離されたという過去を持つ。その後1999年9月に在籍していた六甲大学の法学部から理学部に理転。分子生物学教室のゼミに所属し、生物の生と死の真理に近づいて自らの生きる意義の答えを見出そうとしている（彼自身が聡明な人間であったが故に、もともとの専門であった法学も倫理も宗教でさえ、彼を救う事が出来なかったため）。
研究の目的と内容が「生と死」とその「意義」であるが故に死体に対して異常なまでの興味を示す。そのために非常に誤解されやすいのだが、素の彼自身は非常に心優しく繊細でデリケートな精神の持ち主である。決して世間で言われるような生きることを放棄してしまったかのような幽霊じみた変人ではなく、深い悲しみと故に限りない優しさを湛えたその心は理央を強く惹きつける事となる。
結局、科学は彼に生命の真理の答えを未だに与えてはいないが、その片鱗をもって事件に苦しむ人々を救うことが出来ることを素直に喜んでいる。また、自らが大事な人間を運命の御手によって奪われた悲しみを知るが故に、人が人を害する（ありていに言えば殺す）ことを信じられず、それを成せてしまう者を誰よりも深く憎む。
- 早瀬由佳（はやせ ゆか）

理央の親友たる少女。彼女と同じ市立六甲山中学校の1年生で生物部に所属。また理央と同じ慢性腎炎患者であり、六甲大学附属病院の小児病棟でも理央とコンビを組む。主には暴走しやすい理央のブレーキ役だが、おとなしい性格のためイマイチ役目を果たしきれていない。理央の暴走に巻き込まれて泣きそうになるのは毎度の事だという。
母親が芸能界志望者であり、事ある毎に由佳を業界に売り込もうとしている事が悩みのタネ。
- 槇原久美（まきはら くみ）

六甲大学大学院理学部分子生物学教室マスタークラス（修士課程）1回生。冬騎の先輩。男性のようにガッシリした女性研究者。何かにつけて冬騎を気にかけて心配している、冬騎にとっては姉代わりの存在。
実は槇原留美の姉であり妹を守れなかった冬騎に対し、恨みに思う事も当初は無いでもなかったが、その後、留美の死を過剰に悼み、ともすると自らも命を捨ててしまうのではないかとすら見えてしまう冬騎の様子を危ぶみ「妹が愛した男をむざむざ失意のうちに死なせてしまっては妹も喜ばないし浮かばれもしない 」と考えて彼を支援するようになる。分子生物学の道に進めば生と死を科学的かつ客観的に見る目を養えると考え、その事により留美を喪ったことも生命の営みの一つと考えられるようになると思い、冬騎に理転を勧めた（実際は物理学をもって科学を超えた科学を成し生命を知る手段とする事を求めたが故の理転だったため、冬騎は現代物理の限界の壁にぶつかって苦悩する事となり久美をさらに心配させる結果となった）。
何かがきっかけとなって冬騎が過去を振り切り未来への希望を抱いて強く生きるようになれる事を切に願っている。
- 伊達俊生（だて としお）

第1作に登場する兵庫六甲署刑事課の巡査。柔らかい物腰で少年犯罪や子どもの問題に造詣が深い。子どもの言葉も真剣に聞いてくれる優しい刑事。
- 白神聖（しらがみ ひじり）

第2作から登場する霊能少年。様々な番組に出る有名人だが、その行動には微妙なウラが存在した。理央と知り合ったことで彼女に惹かれ、そのため勝手に桐生をライバル視している。
実際は非常に聡明な少年であり、様々なトリックを見破る観察眼に長けている。
- 錦織貴比呂（にしきおり たかひろ）

第2作から登場。兵庫六甲署の元署長であり、現・兵庫県警刑事部警視、捜査一課長。「名探偵潰し」のアダナを持ち、探偵を「現場に土足で入り込み操作をかく乱する妨害者であり邪魔者」と心の底から憎悪している。そのため探偵と勝負して先に解決し「探偵は無能だ」と罵る事を生甲斐にしているキャリア。図らずも第1作の事件を解決した事で話題となり、また自らが目をかけていた伊達の事に関連して桐生と理央に対して嫌悪感と敵愾心を持っている。
自らの有能さをひけらかす事が大好きな、いわばガキ大将的な気質を持っている。頭が良過ぎて心の成長を置いてけぼりにした典型のような男だったのだが、2人と関わることで何かが変わったようでもある。
- 桧山央一（ひやま ひろかず）

理央の父。テレビ六甲のアナウンサーで午後9時からのニュース番組「ニュースポート21」のメインパーソナリティーを務める。普段は優しいパパだが、娘の性格は熟知していて、理央が騒動を起こしたり迷惑をかけたときにはしっかりと見破りばっちりと叱る厳格さを持つ。
- 桧山絵理子（ひやま えりこ）

理央の母。主婦。

## 既刊一覧
- 理央の科学捜査ファイル 静寂の森の殺人 （2000年11月） ISBN 4-8291-6106-X
- 理央の科学捜査ファイル2 赤い部屋の殺意 （2001年5月） ISBN 4-8291-6124-8
- 理央の科学捜査ファイル3 そして私が消えてゆく （2002年5月） ISBN 4-8291-6164-7